# Syngamia jeanneli
Syngamia jeanneli là một loài bướm đêm trong họ Crambidae.